# Drosophila schineri
Drosophila schineri är en tvåvingeart som beskrevs av Guido Pereira och Vilela 1987. Drosophila schineri ingår i släktet Drosophila och familjen daggflugor.
Artens utbredningsområde är Brasilien.